# Heinrich Kuen
Heinrich Kuen (* 2. August 1899 in Imst; † 7. Oktober 1989 in Dillingen) war ein deutsch-österreichischer Romanist und Sprachwissenschaftler.

## Leben und Werk
Kuen studierte Romanistik und Germanistik an der Universität Innsbruck, wo er 1920 Mitglied der katholischen Studentenverbindung W.K.St.V. Unitas Norica wurde, und promovierte dort 1922 bei Ernst Gamillscheg. Nach weiteren Studien in Berlin und Barcelona wirkte er als Lektor in Innsbruck. 1926 wurde er Assistent von Philipp August Becker an der Universität Leipzig. 1930 habilitierte er sich ebenda bei Walther von Wartburg. Von 1931 bis 1938 war er als Nachfolger von Hans Rheinfelder Extraordinarius für Romanische Philologie an der Universität Freiburg, dann bis 1967 als Nachfolger von Julius Pirson Ordinarius an der Universität Erlangen, wo er als Emeritus noch bis 1981 lehrte. Rufe nach Leipzig, Lissabon, Heidelberg, Wien und Innsbruck lehnte er ab. Er war Habilitationsvater von Bodo Müller, Ion Popinceanu, Hans Joachim Simon, Theodor Berchem, Gerhard Ernst und August Dauses. Im WS 1945/46 war er Dekan und 1953–1954 Rektor. Kuen war Mitglied des Bayerischen Senats.
Schüler und Freunde widmeten ihm zwei Festschriften, beide herausgegeben von Gerhard Ernst und Arnulf Stefenelli: Sprache und Mensch in der Romania. Heinrich Kuen zum 80. Geburtstag, Wiesbaden 1979 (mit Schriftenverzeichnis) und Studien zur romanischen Wortgeschichte: Festschrift für Heinrich Kuen zum 90. Geburtstag, Wiesbaden 1989. Die „Akademische Gedenkfeier zu Ehren von Prof Dr Dr hc Heinrich Kuen“ erschien in den Erlanger Universitätsreden 33/1990, 3. Folge. Nachrufe verfassten Gustav Siebenmann in Iberoromania 32, 1990, S. 121–122, sowie Volker Glab in der Zeitschrift für Katalanistik 3, 1990, S. 296–298.

## Ehrungen
- 1977: Goldener Ehrenring der Stadt Erlangen
- 1978: Verdienstkreuz 1. Klasse der Bundesrepublik Deutschland[2]
- Bayerischer Verdienstorden